# Thanh Bình (nhạc sĩ)
Thanh Bình (1932 – 2014) là nhạc sĩ người Việt Nam được biết đến nhiều qua hai ca khúc Tình lỡ và Những nẻo đường Việt Nam.

## Tiểu sử
Thanh Bình tên thật là Nguyễn Ngọc Minh, sinh năm 1932, nguyên quán tại tỉnh Bắc Ninh.
Đầu thập niên 1950, khi còn sống ở miền Bắc, ông có viết truyện ngắn và đưa tin văn hóa văn nghệ cho nhiều tờ báo với bút danh Thanh Bình.
Từ năm 1950 đến 1954, ông xuôi ngược các nơi Bắc Ninh, Hải Phòng, Thanh Hóa, Sầm Sơn, Hà Nội rồi sau đó di cư vào miền nam Việt Nam.
Bản nhạc đầu tay của ông là Những nẻo đường Việt Nam, còn ca khúc nổi tiếng được nhiều ca sĩ biểu diễn nhất của ông là Tình lỡ.
Sau năm 1975, Thanh Bình sống trong gia cảnh nghèo lại cô đơn một mình. Ông từng kết hôn ba lần và có một con gái.
Cuối năm 2013, ca sĩ Ánh Tuyết tổ chức một đêm nhạc từ thiện để giúp đỡ ông. Tiền thu được từ đêm ấy cùng với tiền quyên góp là 230 triệu đồng được gửi vào sổ tiết kiệm để ông dùng dần.
Ông qua đời tại nhà riêng vào hồi 4h sáng, ngày 23 tháng 5 năm 2014, hưởng thọ 82 tuổi và hỏa táng tại Bình Dương.

## Một số sáng tác
- Chiều vàng trên sóng (1957)
- Còn nhớ hay quên
- Đừng đến rồi đi (1961)
- Đừng cho màu trắng lẫn màu xanh (1957)
- Gặp gỡ duyên nhau
- Hồn đuổi theo một người
- Hợp đoàn mà ca lên (1958)
- Kỷ niệm đầu (nhạc phim Chiều kỷ niệm của Thẩm Thúy Hằng đóng) (1969)
- Lá thư về làng[3]
- Mai chị về em gửi gì không (phổ thơ Quang Dũng, 1960)
- Mai sớm em lên đường
- Một kỷ niệm (1960)[a]
- Mưa qua sông (Phó Quốc Thăng & Thanh Bình)
- Mùa chinh chiến[4]
- Những nẻo đường Việt Nam (1955)
- Tiếc một người
- Tiếng hát bên ni
- Tình lỡ (1956)
- Xóm làng bên sông